# Egerbakta
Egerbakta es un pueblo ubicado en el distrito de Eger, en el condado de Heves, Hungría.

## Superficie
Posee una superficie de 32,37 kilómetros cuadrados.

## Demografía
Hasta 2019 la población era de 1419 habitantes, con una densidad de población de 43,84 habitantes por kilómetro cuadrado.